# Pimpla azteca
Pimpla azteca är en stekelart som beskrevs av Cresson 1874. Pimpla azteca ingår i släktet Pimpla och familjen brokparasitsteklar. Inga underarter finns listade i Catalogue of Life.